# Mike Hopkins (Tontechniker)
Michael Alexander Hopkins (* 12. August 1959 in Wellington; † 30. Dezember 2012 auf dem Waiohine River in Neuseeland) war ein neuseeländischer Filmton-Editor.

## Leben
Hopkins erste bedeutende Arbeit – nach Anfängen beim Tonschnitt – als Tonmeister entstand für Peter Jacksons Braindead 1992. Für zwanzig Jahre blieb er dem Regisseur beruflich verbunden. Er wurde zweimal mit einem Oscar für den besten Tonschnitt ausgezeichnet (2002: Der Herr der Ringe: Die zwei Türme, 2005: King Kong) und für einen weiteren Oscar nominiert (2007: Transformers), jeweils zusammen mit dem US-Amerikaner Ethan Van der Ryn. Hopkins wirkte auch an den Filmen Blade Runner, Superman II und Octopussy mit.

### Privates
Hopkins war verheiratet und lebte mit seiner Frau auf einer Farm in Greytown, Wellington.

### Tod
Am 30. Dezember 2012 ertrank Hopkins nach einem Unfall mit einem Raftingboot auf dem Waiohine River in den neuseeländischen Tararua Ranges.